# Tony Moore
Michael Anthony Moore, més conegut com a Tony Moore (Kentucky, 20 de desembre de 1978) és un historietista estatunidenc, conegut pel seu treball en el gènere de l'horror i de la ciència-ficció amb títols coneguts com The Walking Dead, Fear Agent o The Exterminators.

## Carrera professional
Moore va estudiar dibuix, pintura i tècniques d'impressió a la Universitat de Louisville mentre treballava a Battle Pope, tot i que deixà els estudis abans d'acabar per començar la seva carrera com historietista quan a ell i a Robert Kirkman els demanaren fer un treball per a Masters of the Universe, de Mattel. Poc temps després van fer Brit i The Walking Dead per a Image Comics. Tot i que Moore deixà de treballar com a artista per a The Walking Dead al número 6, va continuar contribuint-hi com a artista de portada fins al número 24 i també per als primers quatre volums de la sèrie.
Moore fou nominat a dos premis Eisner pel seu treball a The Walking Dead, el 2004 com a millor sèrie nova i el 2005 com a millor artista de portada.
D'aleshores ençà Moore ha continuat el seu treball com a co-creador de les sèries The Exterminators amb Simon Oliver i de Fear Agent amb Rick Remender a Dark Horse Comics.

## Obres
- Battle Pope (2000, Funk-O-Tron LLC, i 2005, Image Comics)
- Masters of the Universe - Icons of Evil: Beastman (2003, Image Comics)
- Brit (2003, Image Comics)
- The Walking Dead (2003, Image Comics)
- Fear Agent (2005, Image Comics; re-release 2007, Dark Horse Comics)
- The Exterminators (2006, Vertigo)
- The Amory Wars (2007, Evil Ink Comics)
- Ghost Rider (2009, Marvel Comics)
- Punisher (2009, Marvel Comics)
- Venom (2010, Marvel Comics) amb Rick Remender